# لوسيانو غاليتي
لوسيانو مارتن غاليتي (بالإسبانية: Luciano Galletti)‏، من مواليد 9 ابريل 1980 في لابلاتا في الأرجنتين، لاعب كرة قدم أرجنتيني.
بدأ مسيرته الكروية مع نادي أستوديانتيس في عام 1997، ولعب معهم حتى عام 1999، وشارك معهم في 37 مباراة وسجل هدفين، وفي عام 1999 انتقل إلى نادي بارما الإيطالي، وفي موسم 1999/2000 انتقل إلى نادي نابولي الإيطالي، ولعب معهم 11 مباراة وسجل هدفين، وفي موسم 2000/2001 عاد إلى نادي أستوديانتيس، ولعب معهم 28 مباراة وسجل 9 أهداف، وفي عام 2001 انتقل إلى نادي ريال سرقسطة الإسباني، ولعب معهم حتى عام 2005، وشارك معهم في 135 مباراة وسجل 14 هدف، وفي عام 2005 انتقل للعب مع نادي أتلتيكو مدريد الإسباني. أبتداءً من موسم 2007/08 يلعب غاليتي في صفوف نادي أوليمبياكوس اليوناني.
و قد بدأ باللعب مع منتخب الأرجنتين لكرة القدم في عام 2002.

## مسيرته الكروية
لعب لوسيانو غاليتي خلال مسيرته الاحترافية مع 6 أندية في أربعة عشر موسمًا وسجل خلالها 52 هدفًا ضمن 338 مباراة. حيث فاز في ثلاثة مواسم بالكأس وفي موسمين بالدوري.
خاض لوسيانو غاليتي مسيرته مع نادي إستوديانتيس دي لا بلاتا في موسم 1997–98 في المرة الأولى ولمدة موسمين ثم في موسم 2000–01 لمدة موسم واحد، مشاركًا طوالها في 64 مباراة سجل خلالها 11 هدفًا. ثم انتقل إلى نادي نابولي في موسم 1999–00 لمدة موسم واحد، حيث شارك في 11 مباراة سجل خلالها هدفين. لينتقل بعدها إلى نادي ريال سرقسطة في موسم 2001–02 ليلعب معه أربعة مواسم، مشاركًا في 135 مباراة سجل خلالها 15 هدفًا. ثم انتقل إلى نادي أتلتيكو مدريد في موسم 2005–06 ولمدة موسمين، مشاركًا في 62 مباراة سجل خلالها 5 أهداف. هذا وانتقل لاحقًا إلى نادي أولمبياكوس في موسم 2007–08 واستمر معه طيلة ثلاثة مواسم، مشاركًا في 60 مباراة سجل خلالها 19 هدفًا. ثم انتقل بعدها إلى نادي أوفي كريت في موسم 2013–14 لمدة موسم واحد، مشاركًا في 6 مباريات ولم يسجل أي هدف.

## روابط خارجية
- لوسيانو غاليتي على موقع الاتحاد الدولي (مؤرشف)  (الإنجليزية)
- لوسيانو غاليتي على موقع قاعدة بيانات كرة القدم.إي يو (الإنجليزية)
- لوسيانو غاليتي على موقع ناشيونال فوتبول تيمز (الإنجليزية)
- لوسيانو غاليتي على موقع Soccerway.com (الإنجليزية)
- لوسيانو غاليتي على موقع عالم كرة القدم.نت (الإنجليزية)
- لوسيانو غاليتي على موقع كووورة